# Järnskogsfjället
Järnskogsfjället är ett naturreservat i Eda kommun i Värmlands län.
Området är naturskyddat sedan 2010 och är 251 hektar stort. Reservatet består av hällmarker med gran och branter rika på lövträd, 